# 柴田阿弥
柴田 阿弥（しばた あや、1993年〈平成5年〉4月1日 - ）は、日本のキャスター、タレント。女性アイドルグループSKE48の元メンバー。
愛知県出身。セント・フォース所属。

## 略歴

### SKE48として
2010年9月30日、『SKE48第4期生オーディション』に合格し（応募総数5,888名、最終合格者16名）、10月6日にZepp Nagoyaで開催されたコンサート『SKE48 汗の量はハンパじゃない』で他の4期生とともにお披露目された。12月6日、研究生から新設されたチームEに昇格。
オーディション合格当初、柴田が通っていた金城学院高等学校からSKE48としての活動を自粛するよう運営に指導があり、このままでは高校を卒業することができないという事態にまで発展したことにより、高校の卒業までは学業に専念するため、2011年2月1日からSKE48の活動を休止した。3月1日に高校を卒業し、改めてSKE48の活動を再開した。
2011年4月、金城学院大学生活環境学部生活マネジメント学科へ入学。
2013年4月13日、日本ガイシホールで開催された『SKE48春コン2013「変わらないこと。ずっと仲間なこと」』で「組閣」と称したチーム再編により、チームKIIへの異動が発表された。5月から6月にかけて実施された『AKB48 32ndシングル 選抜総選挙』では17位で、アンダーガールズに選出された。この総選挙で圏外から17位まで大幅に順位を上げたことを受け、「ジャンプアップ賞」を受賞し、ドラマ『WONDA×AKB48 ショートストーリー「フォーチュンクッキー」』への出演が決まった。7月17日、新チーム体制に再編。11月20日発売のSKE48 13thシングル「賛成カワイイ!」で初めて選抜メンバーに選出された。
2014年1月、SKE48とGALAXYによる新ユニットGALAXY of DREAMSが結成され、メンバーに選出された。2月24日に開催された『AKB48グループ大組閣祭り』において、チームEへの異動が発表された。5月から6月にかけて実施された『AKB48 37thシングル 選抜総選挙』では15位で、「心のプラカード」で初めてAKB48のシングル選抜入りをする。テレビ出演時のカメラ目線がネットで話題となり、9月14日放送の『有吉反省会』（日本テレビ）に出演した。
2015年5月から6月にかけて実施された『AKB48 41stシングル 選抜総選挙』では15位で、シングル選抜入りをする。10月5日、劇場デビュー7周年記念特別公演において、SKE48内のユニット「トランジットガールズ」のメンバーに選ばれた。
2016年3月、舞台『AKB49〜恋愛禁止条例〜』で、主役の浦川みのり・浦山実役に抜擢されたが、大学の留年のため学業優先にスケジュールを見直しした結果、舞台出演を辞退となり、5月から6月にかけて実施される『AKB48 45thシングル 選抜総選挙』には立候補しないことを表明し、6月24日にニコニコ生放送の番組『SKE48柴田阿弥 卒の行〜CALL&RESPONSE〜』で、タレントになるため8月末でSKE48を卒業することを発表した。SKE48の20thシングル「金の愛、銀の愛」の選抜は支配人と話し合って辞退したことを表明した。8月26日にはSKE48卒業コンサートとして『柴田阿弥卒業感謝祭〜でも阿弥ちゃんからは卒業しません!〜』を開催した。8月31日、SKE48劇場において卒業公演を実施し、SKE48としての活動を終了。

### アナウンサーとして
2016年9月9日、9月からセント・フォースに所属したことが明かされ、フリーアナウンサーとして活動すると発表された。2016年9月28日放送開始の『ザ・ヒットスタジオ（火）』（毎日放送）で初めてラジオのメインパーソナリティを務める。
2017年1月5日からテレビ東京系『ウイニング競馬』の司会を務める。同年、大学を卒業。5月15日発売の「週刊ビッグコミックスピリッツ」24号で表紙を飾り、キャスター転向以降、初の水着グラビアを披露した。
週4日3番組でMC、キャスターとして出演することからAbemaTVの顔とも称される。
2020年からCSフジテレビ『プロ野球ニュース』金曜日にMCとして出演。また同年4月から文化放送のラジオ生ワイド番組『Society5.0 香格里拉（シャングリラ）』で、3時間のメインキャスターを担当している。
2024年4月から大学院へ進学することを表明した。

## 人物
- 愛称は、あやちゃん、しばたん、柴田ちゃん、しばあずきちゃん[37]。
- 身長155cm[1]。
- 好きな食べ物はトマト、パイナップル[37]。
- 趣味は読書、ドラマ鑑賞[37]。他の趣味として「アイドル研究」を挙げている[37]。SKE48 チームE「逆上がり」公演当時に手本としていたのは高橋愛で、モーニング娘。のいわゆる「プラチナ期」のDVDを観ていた[38]。また、渡辺美優紀（当時NMB48）の「わるきー」を可愛い曲のパフォーマンスの参考にしていた[38]。
- 特技は書道[37]。初段[39]。
- 温泉ソムリエ[40]、秘書技能検定試験2級[41]、ファイナンシャルプランナー2級[42][43][44]、日商簿記2級[45][46]の資格を取得している。
- 好きな曲は乃木坂46の「世界で一番 孤独なLover」[47]。
- SKE48在籍当時の将来の夢はマルチタレント[37][48]、リポーター[49]だった。

### 家族
母は名古屋出身。3人兄弟姉妹の長女で弟は法政大学野球部出身で、東邦ガス硬式野球部所属の捕手・柴田圭輝。2020年当時はチームの副主将を務めた。弟の大学時代には神宮球場まで試合の応援に訪れることもあった。その他には妹がいる。

### SKE48時代
SKE48時代のキャッチフレーズは「チャームポイントは大きな瞳。みなさんを目からビームでドキドキさせちゃいます♪」。
センターを務めた楽曲には「あうんのキス」（SKE48・白組）、「冬のかもめ」（同）、「愛の意味を考えてみた」（AKB48 アンダーガールズ）、「歌いたい」（AKB48・かとれあ組）、「だって 雨じゃない?」（トランジットガールズ）、「サヨナラが美しくて」がある。中でも「あうんのキス」は、初めてセンターを務めたこともあり、柴田にとっての「代表曲」とされていた。
メンバーへの強いライバル意識から、「ぼっちキャラ」と言われていたが、時が経てば大場美奈や後輩の二村春香と仲が良くなっており、変化が出ていた。
須田亜香里・惣田紗莉渚とともに、苗字が須田→Su田・惣田→Sou田・柴田→Shiba田と変換できることと、総選挙での実績や、握手会に定評があるという共通点から、ファンの間では「S田三姉妹」と呼ばれていた。

### セントフォース時代
セントフォース加入時より目標とする先輩は川田裕美や神田愛花である旨を公言している。

## SKE48での参加楽曲

### シングル選抜楽曲
SKE48名義
- 「1!2!3!4! ヨロシク!」に収録
  - そばにいさせて
  - コスモスの記憶 - 「白組」名義
- 「パレオはエメラルド」に収録
  - ときめきの足跡 - 「白組」名義
  - 積み木の時間
- 「オキドキ」に収録
  - 初恋の踏切
  - バズーカ砲発射! - 「白組」名義
- 「片想いFinally」に収録
  - 今日までのこと、これからのこと
  - はにかみロリーポップ - 「白組」名義
- 「アイシテラブル!」に収録
  - あうんのキス - 「白組」名義
- 「キスだって左利き」に収録
  - 体育館で朝食を - 「白組」名義
- 「チョコの奴隷」に収録
  - 冬のかもめ - 「白組」名義
- 「美しい稲妻」に収録
  - 2人だけのパレード - 「Team KII」名義
- 賛成カワイイ!
  - 道は なぜ続くのか? - 「愛知トヨタ選抜」名義
  - ずっとずっと先の今日 - 「セレクション18」名義
- 未来とは?
  - GALAXY of DREAMS - 「GALAXY of DREAMS」名義
  - S子と嘘発見器 - 「Team KII」名義
- 不器用太陽
  - Coming soon - 「ボートピア選抜」名義
  - バナナ革命 - 「Team E」名義
- 12月のカンガルー
  - I love AICHI - 「愛知トヨタ選抜」名義
  - 青春カレーライス - 「Team E」名義
- コケティッシュ渋滞中
  - 僕は知っている - 「DOCUMENTARY of SKE48」名義
  - 音を消したテレビ - 「Team E」名義
- 前のめり
  - 長い夢のラビリンス - 「Team E」名義
- チキンLINE
  - Is that your secret? - 「Team E」名義
  - 旅の途中 - 「宮澤佐江と仲間たち」名義
- 「金の愛、銀の愛」に収録
  - サヨナラが美しくて - 「柴田阿弥と4期生」名義

AKB48名義
- 「ギンガムチェック」に収録
  - あの日の風鈴 - 「ウェイティングガールズ」名義
- 「恋するフォーチュンクッキー」に収録
  - 愛の意味を考えてみた - 「アンダーガールズ」名義
- 「鈴懸の木の道で「君の微笑みを夢に見る」と言ってしまったら僕たちの関係はどう変わってしまうのか、僕なりに何日か考えた上でのやや気恥ずかしい結論のようなもの」に収録
  - Escape - 「SKE48」名義
- 「前しか向かねえ」に収録
  - KONJO - 「Talking Chimpanzees」名義
- 心のプラカード
- 「希望的リフレイン」に収録
  - 歌いたい - 「かとれあ組」名義
- 「Green Flash」に収録
  - 世界が泣いてるなら - 「SKE48」名義
- ハロウィン・ナイト
- 「君はメロディー」に収録
  - Gonna Jump - 「SKE48」名義

### アルバム選抜楽曲
SKE48名義
- 『この日のチャイムを忘れない』に収録
  - みつばちガール - 「チームE」名義
  - ポニーテールとシュシュ - 「チームE」名義

AKB48名義
- 『ここにいたこと』に収録
  - ここにいたこと
- 『1830m』に収録
  - 青空よ 寂しくないか?
- 『ここがロドスだ、ここで跳べ!』に収録
  - 生き続ける

### その他の参加楽曲
- シングル「コップの中の木漏れ日」（「ラブ・クレッシェンド」名義）
  - お楽しみは明日から - 「愛知トヨタ選抜」名義
  - だって 雨じゃない? - 「トランジットガールズ」名義

### 劇場公演ユニット曲
チームE 1st Stage「パジャマドライブ」
- 天使のしっぽ

チームE 2nd Stage「逆上がり」
- わがままな流れ星

チームKII 4th Stage「シアターの女神」
- 初恋よ こんにちは

 チームE 4th Stage「手をつなぎながら」
- ウィンブルドンへ連れて行って（1st UNIT）
- この胸のバーコード（2nd UNIT）

## 出演

### 情報番組
- ウイニング競馬（2017年1月5日 - 2019年12月28日、テレビ東京） - MC[63]
- チャント!（2019年4月 - 2020年12月23日、CBCテレビ） - 水曜日サブキャスター（2020年3月25日までは火・水曜日サブキャスター）
- プロ野球ニュース（2020年4月 - 、フジテレビONE） - 火曜日キャスター
- ラリージャパン応援宣言（2020年4月1日 - 2020年12月26日、テレビ朝日） - ナビゲーター（テレビ朝日ラリージャパン応援マネージャー）
- EXITのラリージャパン応援宣言（2021年4月4日 - 、テレビ朝日） - ナレーション
- 美女と焼肉（BS朝日、2021年4月 - ）- ナレーション

### バラエティ
- 火曜は全力!華大さんと千鳥くん（2021年10月5日、カンテレ制作/フジテレビ系放送） - 芸人カードバトル コーナーMC

### テレビドラマ
- WONDA×AKB48 ショートストーリー「フォーチュンクッキー」 第6話 SNS（2013年7月7日、フジテレビ）[11] - 山本茜 役
- 中部ジモ女の選択 関連ショートドラマ 古川家の三姉妹 三女の物語『お父さんのパン』（2016年2月26日、NHK総合） - 三女・歩美 役[注 4]
- 妄想日和 〜Holiday Surprise!!〜（2017年3月4日 - 3月25日、テレビ愛知） - アヤ 役[66]

### ラジオ
- イマドキッ（2014年10月28日 - 2016年10月7日、毎日放送） - 第2部[67]
- ザ・ヒットスタジオ（火）→クリス松村のザ・ヒットスタジオ（2016年9月28日 - 2018年3月27日、毎日放送　2017年4月ロニューアル）[30][68]
- マスターズへ連れて行って（2016年1月3日 - 2018年3月25日、Radio NEO）[69]
- Society5.0 香格里拉（シャングリラ）→シャングリラ（2020年4月5日 - 2022年3月27日、文化放送）[70]
- 柴田阿弥とオテンキのりのジャパン5.0（政府広報）（2020年4月 - 2021年4月、文化放送ほか）
- フィナンシャルクリエイト presents お金の学校（2024年10月6日 - 、ニッポン放送）- パーソナリティ[71]

### ネット配信
- 学校の怪談 第15話「こっくりさん」（2012年8月、BeeTV）[72]
- SKE48のマグレの缶詰（2015年5月31日 - 10月29日、ニコニコ生放送） - MC[73]
- AKBホラーナイト アドレナリンの夜 第18話「高額当選」（2015年12月3日、ビデオパス・テレ朝動画） - 主演・貴子 役[74]
- SKE48のはつのり!（2015年12月25日 - 2016年7月20日、ニコニコ生放送） - MC[75][76]
- 柴田阿弥の金曜The NIGHT（2016年10月9日 -  2018年12月29日、AbemaSPECIAL）[77]
- ABEMA Prime（2016年11月3日 - 、AbemaNews） - 木曜日キャスター[78]
- けやきヒル'sNEWS（2016年12月26日 - 、AbemaNews） - 月・火・金曜キャスター[79]
- 朝青龍を押し出したら1000万円（2017年12月31日、AbemaTV）[80] - アシスタントMC
- X The NIGHT 2周年記念SP（2018年4月29日、AbemaTV）[81]

### ゲーム
- プロ野球スピリッツA（2017年6月2日 - 8月31日、コナミデジタルエンタテインメント） - ゲーム内イベント「プロスピグランプリ」の秘書として登場[82]

### 吹き替え
- トイ・ストーリー4（2019年7月12日、ディズニー） - スカイダンサー・ドール 役[83]

### その他
- DAMチャンネル（2015年2月、SKE48期間限定MC）[84]
- 一日警察署長 多摩警察署（2017年4月2日）[85]
- 全力イノベーターズ (2022年4月2日 -、テレビ東京) - ナレーション

## 写真集
- あやちゃん 柴田阿弥ファースト写真集（撮影：佐藤佑一、小学館、2017年10月23日）ISBN 978-4096822593[86]
  - 柴田阿弥 WIN WIN（撮影：佐藤佑一、小学館、2020年6月）、電子書籍版
- しばた100％ デジタル原色美女図鑑（撮影：根本好伸、文藝春秋、2018年2月）
- 柴田阿弥 お待たせ！ デジタル原色美女図鑑（撮影：根本好伸、文藝春秋、2019年1月）
- 柴田阿弥 原色美人キャスター大図鑑（文藝春秋電子書籍編集部、2020年1月）、各・電子出版のみ